# Futebol Clube da Madalena
Maillots
Le Futebol Clube da Madalena est un club de football portugais basé à Madalena dans les Açores, depuis 2012 seulement en activité dans les diverses catégories juniors.

## Histoire
Fondé en 1974, le FC Madalena à longuement débuté dans le fin fond des championnats régionaux. La fin des années 1990 le club ressort du district pour participer pour la première fois de leur histoire en quatrième division nationale. Réalisant des bons débuts de saisons en quatrième division, le FC Madalena n'en ressort pas durant les saisons qui suivent en obtenant même une deuxième place de sa série durant les saisons 2000-01 et 2001-02.
Une septième place décevante au vu de ces précédentes saisons, durant la saison 2002-03, le club finit à nouveau deuxième pour la saison qui suit. C'est alors que par la suite le club connait ses plus belles années, avec la première place durant la saison 2004-05 synonyme de promotion dans la division supérieure. Le FC Madalena commence son aventure en troisième division en finissant cinquième de sa série. 
La saison qui suit le club frôle de justesse la relégation, mais ne peu éviter pendant la saison 2007-08 d'être reléguée. Le club y remonte très rapidement les deux saisons qui suit en finissant premier à nouveau durant la saison 2009-10. Après une bonne huitième place pendant la saison 2010-11, le club chute et finit seizième synonyme de relégation à l'étage inférieure. Après une saison à l'essai, et avec une relégation le club désiste du football en sénior pour différents problèmes financiers, et un manque d'appui venant des supporters qui sont à l'origine de cette décision.

## Joueurs emblématiques
| - Hugo Évora - Rui César - Demba Jassi | - Gualter Bilro - Hugo Soares - João Frazão |

## Palmarès
| Compétitions nationales | Compétitions régionales |
| --- | ----------------------- |
| - Championnat du Portugal D3 (0) - Meilleure performance : 5e (2005-06) - Championnat du Portugal D4 (2) - Champion : 2004-05 (Série Açores), 2009-10 (Série Açores) - Coupe du Portugal (0) - Meilleure performance : 1/32 finale (2004-05) | Vierge                  |